# Lake Mary
Lake Mary är en stad (city) i Seminole County, i delstaten Florida, USA. Enligt United States Census Bureau har staden en folkmängd på 13 900 invånare (2011) och en landarea på 23,7 km².